# Qantas
Qantas Airways – narodowa linia lotnicza Australii założona w 1920. Siedziba linii mieści się w Mascot, dzielnicy Sydney, a głównym węzłem jest port lotniczy Sydney. Są to największe i najstarsze linie lotnicze Australii oraz drugie najstarsze na świecie (holenderskie KLM założono rok wcześniej).
Qantas Airways zostały odznaczone czterema gwiazdkami w rankingu Skytraxu, firmy konsultingowej prowadzącej badania pasażerskich linii lotniczych. W 2011 zajęły ósme miejsce na liście World’s Best Airline 2011, co oznacza spadek w porównaniu do lat poprzednich.
W 2010 Qantas posiadał 65% udziału w przewozach krajowych, jednak na rynku przewozów międzynarodowych przegrywa z azjatyckimi przewoźnikami, z powodu relatywnie wysokich kosztów działalności i intensywnego współzawodnictwa konkurentów.

## Historia

### Początki

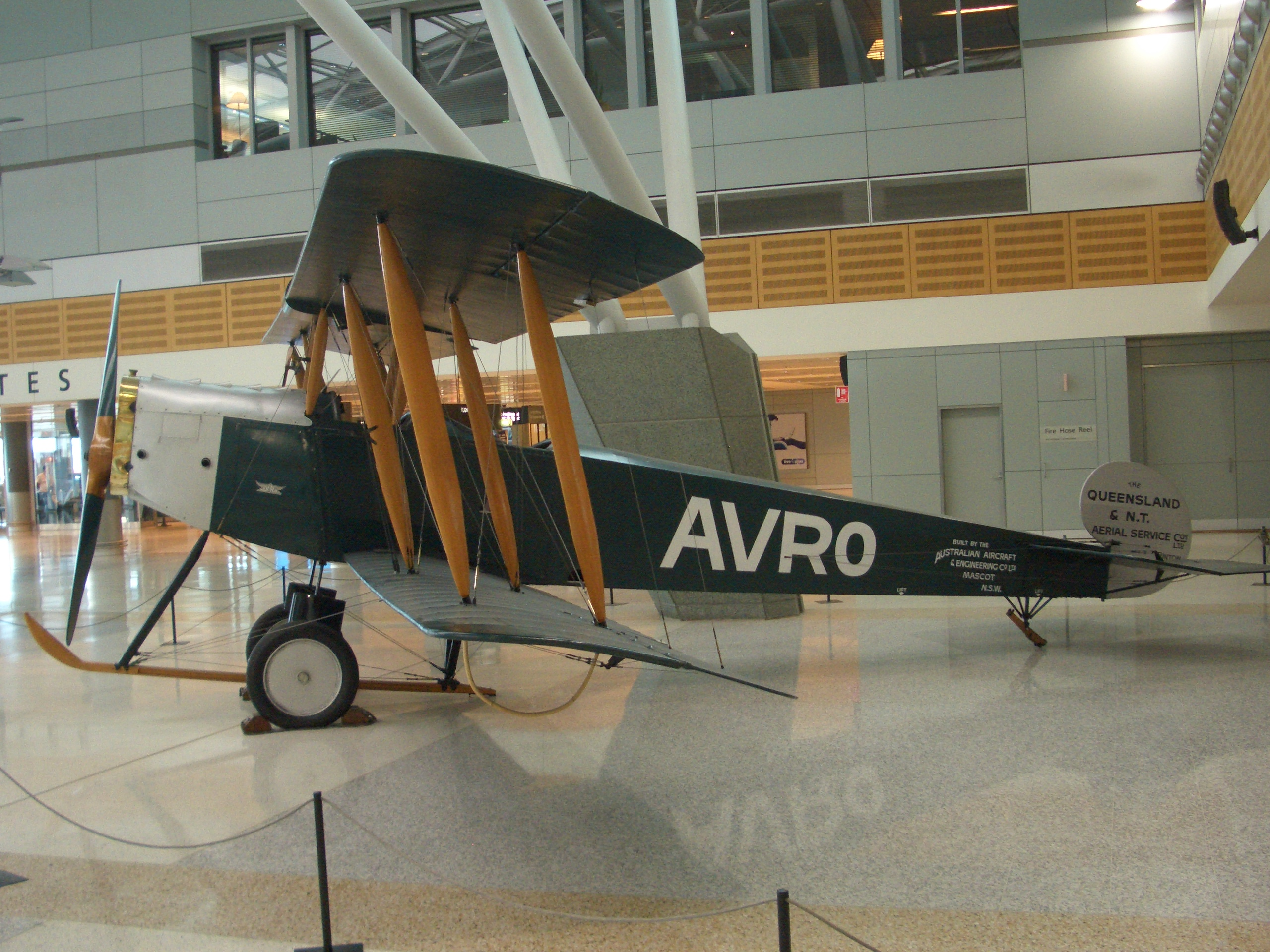
Replika Avro 504K na lotnisku w Sydney

Qantas Airlines powstały 16 listopada 1920 w Winton (Queensland) jako Queensland and Northern Territory Aerial Services Limited. Założycielami byli Paul McGinness (1896-1955), Hudson Fysh (1895–1974), Fergus McMaster (1879–1950) i Arthur Baird (1889-1954). Pierwszym samolotem linii był brytyjski dwupłatowiec Avro 504 (G-AUBG). W sierpniu 1920 jego cena wynosiła 1425 funtów australijskich (waluta została zastąpiona dolarem australijskim w 1966). Maszyna ta poruszała się z prędkością 105 km/h i zabierała na pokład pilota i dwóch pasażerów. Pierwszym pasażerem linii Qantas był 84-letni Alexander Kennedy, 2 listopada 1922 odbył on lot z Charleville do Cloncurry, z biletem numer 1.
Pomiędzy 1926 a 1928 linie zbudowały flotę składającą się z siedmiu de Havilland DH.50 i jednego Airco DH.9, która znajdowała się w hangarze w Longreach.
W 1928 właściciele Qantas podpisali kontrakt z Royal Flying Doctor Service of Australia (Królewska Służba Latających Lekarzy Australii) na loty medyczne. Pilotem czteroosobowego DH50A był Arthur Affleck, służył on razem z chirurgiem Vincentem Welchem. W ciągu kolejnego roku przebyli oni ponad 28 000 kilometrów, udzielając pomocy 255 osobom. Obsługiwali obszar większy od Wielkiej Brytanii.

### Łodzie latające, wojna i okres powojenny: 1934-1959

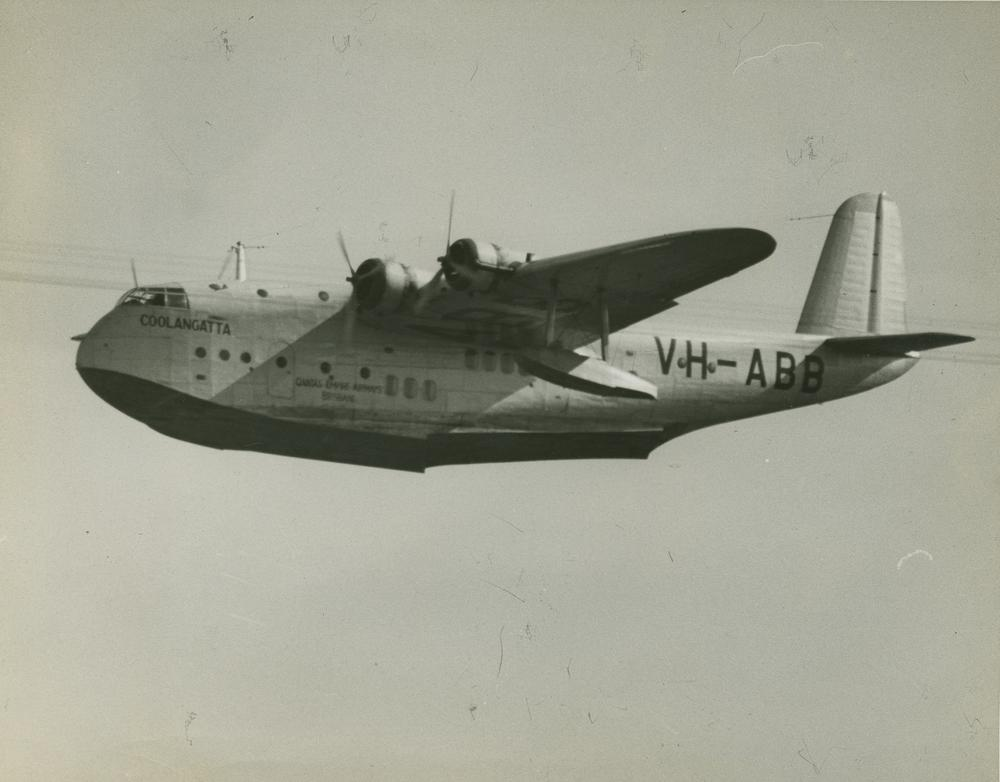
Short Empire

18 stycznia 1934 Qantas i brytyjskie Imperial Airways (prekursor British Airways) stworzyły linie Qantas Empire Airways Limited (QEA). Każde z linii otrzymały po 49% udziałów, a 2% zostały ulokowane w rękach niezależnego sędziego. QEA rozpoczęły działalność w grudniu 1934 na trasie z Brisbane (gdzie mieściła się siedziba spółki) do Darwin. Loty międzynarodowe rozpoczęły w 1935, kiedy uruchomiono połączenie z Brisbane do Singapuru. Przez kolejne trzy lata DH.86 obsługiwał tę trasę bez żadnych problemów, jednak był zbyt mały, by sprostać rosnącemu popytowi. Linie zadecydowały o wprowadzeniu łodzi latających Short Empire, z pomocą których rozpoczęły loty do Anglii z załogami zmieniającymi się w Singapurze.

To połączenie zostało przerwane przez działania wojenne w 1942. Pięć z dziesięciu maszyn latających, będących w posiadaniu Qantasa, zostało zniszczonych w wyniku akcji wojennych i wypadków. Większość pozostałych maszyn została wzięta przez rząd Australii na potrzeby wojska.

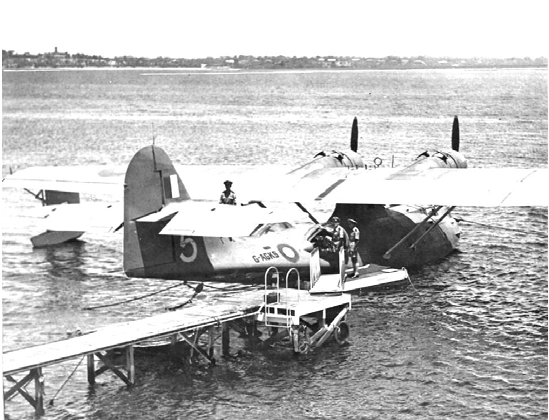
Consolidated PBY Catalina

W 1943 linie Qantas wznowiły loty łodziami latającymi pomiędzy Cejlonem (dziś Sri Lanka) a australijskim Perth, kiedy zakupiono amerykańską Consolidated PBY Catalina. Trasa ta została przedłużona przez brytyjskie linie BOAC, dając połączenie z Londynem. Sektor o długości 5652 kilometrów był najdłuższym przelotem bez międzylądowań na tamte czasy, a przeciętny czas jego przebycia wynosił 28 godzin. Pasażerowie otrzymywali certyfikat członkostwa The Rare and Secret Order of the Double Sunrise, jako że podczas lotu słońce wschodziło dwukrotnie.
W 1944 flota linii została zwiększona o konwencjonalne Consolidated B-24 Liberator, które obsługiwały trasę z Kolombo (na Sri Lance) do australijskiego Exmouth. Później na tej trasie pojawiły się Avro Lancastrian. Latały one z Sydney do Gawler z lądowaniem w celu uzupełnienia paliwa w Adelaide i w Exmouth, gdzie załoga i pasażerowie przeczekiwali noc. Następny przystanek był w Kolombo, gdzie tankowano paliwo, kolejny w Karaczi (Pakistan), gdzie maszyny BOAC zabierały pasażerów w ostatni odcinek do Wielkiej Brytanii. Na tej trasie, zwanej Kangaroo Service po raz pierwszy zostało użyte logo z kangurem.
W 1947 Qantas Empire Airways zostały znacjonalizowane, kiedy rząd australijski (na czele którego stał Ben Chifley) wykupił udziały należące do BOAC. Krótko potem uruchomiono pierwsze połączenie poza Imperium brytyjskie do Tokio i Hongkongu, obsługiwane przez Avro Lancastrian, który wkrótce zastąpiono DC-4.
W 1947 do floty dołączyły samoloty typu Lockheed L-749 Constellation, które włączono na trasie do Londynu. W 1952 Qantas rozszerzył siatkę swoich połączeń przez Ocean Indyjski do Johannesburga (przez Perth), na Wyspy Kokosowe i Mauritius. Mniej więcej w tym czasie rząd brytyjski rozpoczął naciski na linie Qantas, by te zakupiły samoloty De Havilland Comet, jednak Hudson Fysh wątpił w opłacalność tego posunięcia i z powodzeniem oparł się presji brytyjczyków.
W styczniu 1958 Qantas stały się drugimi liniami lotniczymi oferującymi loty dookoła świata. Dostarczone w 1954 Lockheed 1049 Super Constellation latały w kierunku zachodnim z Australii do Londynu, przez Azję i Bliski Wschód i w kierunku wschodnim przez Auckland i Honolulu. W 1959 Qantas odebrał samolot Lockheed L-188 Electra.

### Era odrzutowa: 1959−1992

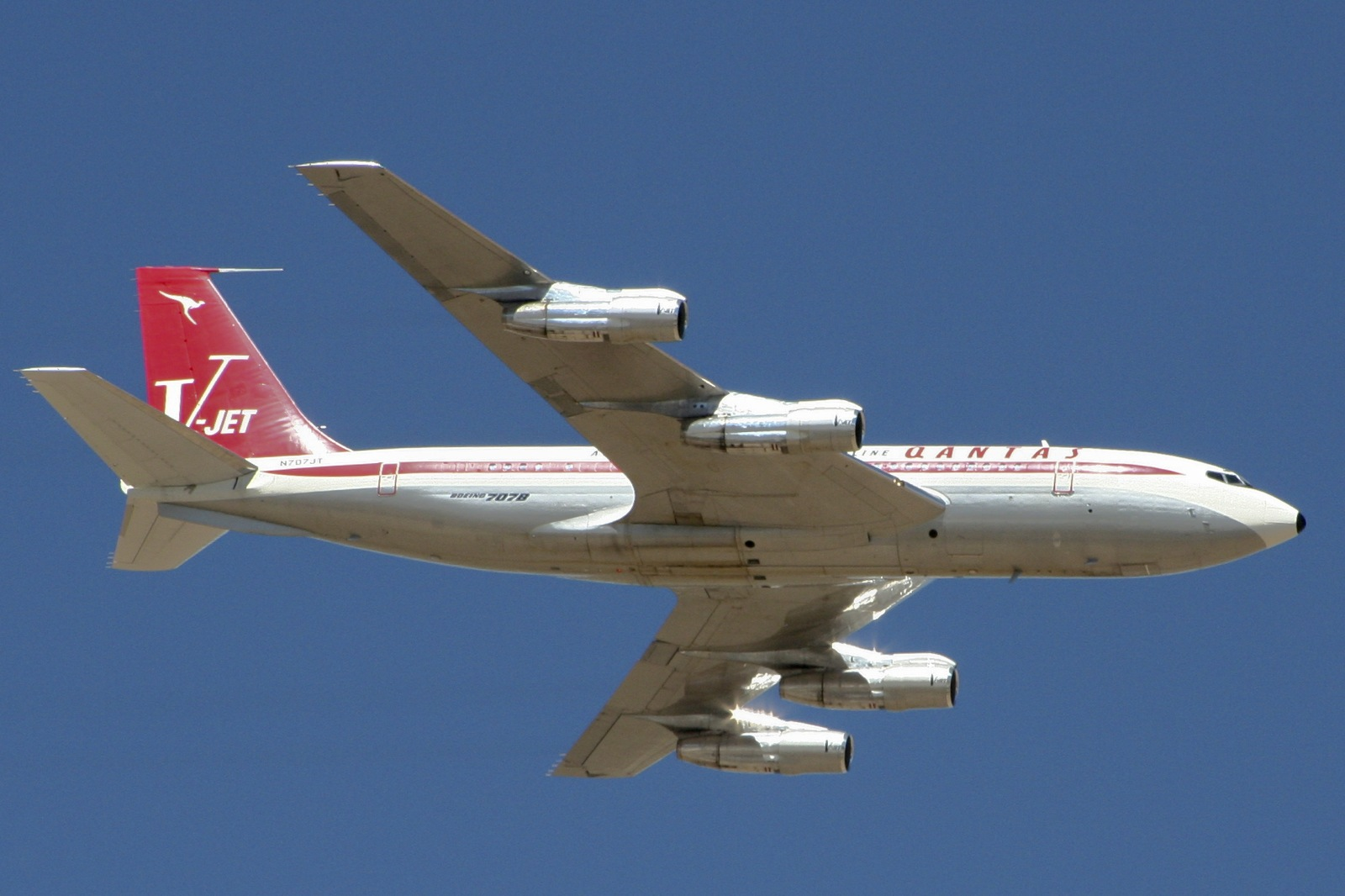
Boeing 707-138B

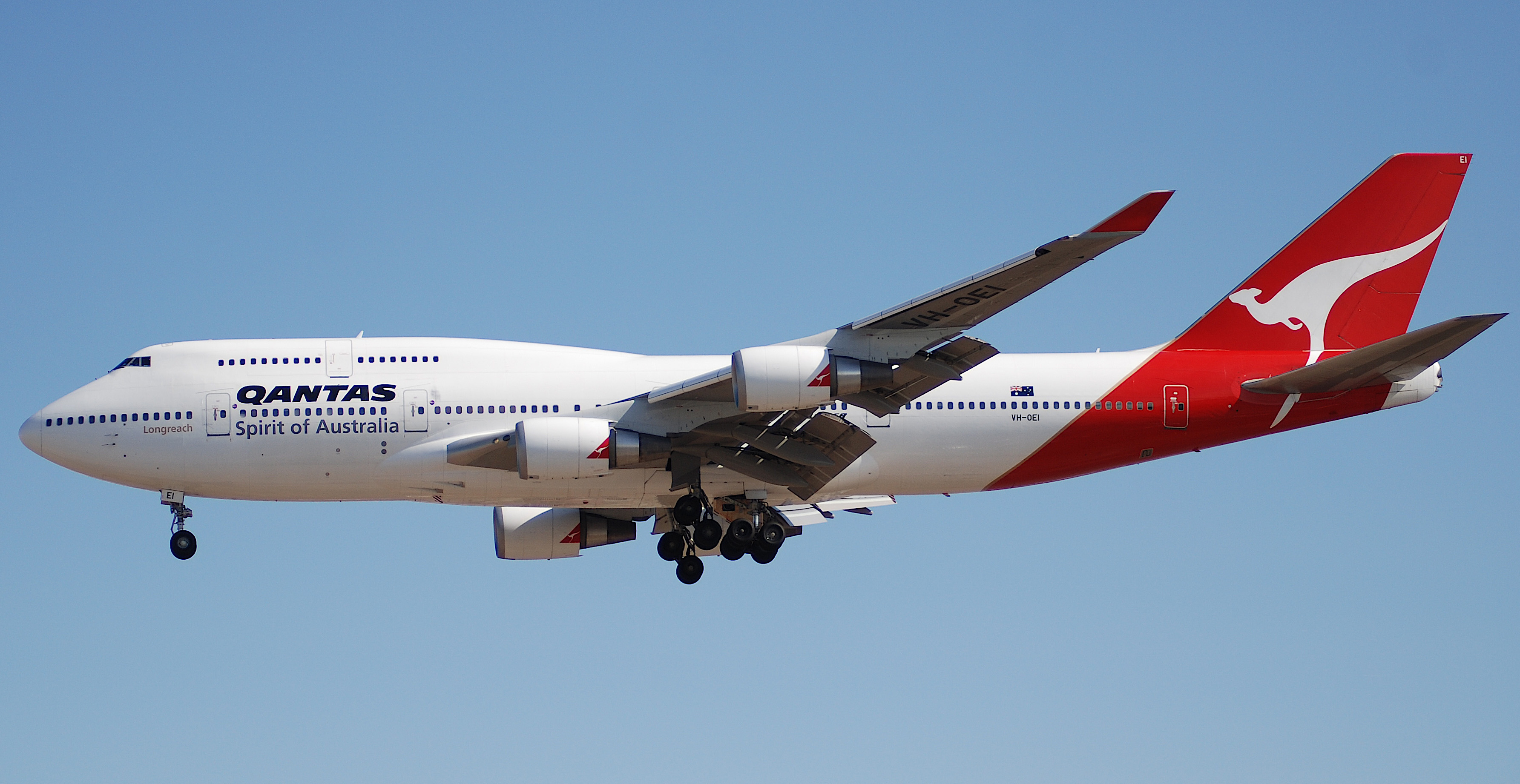
Boeing 747-400

We wrześniu 1956 Qantas zamówiły siedem maszyn typu Boeing 707-138, które dostarczono pomiędzy czerwcem a wrześniem 1959. Odrzutowce obsługiwały trasę do Nowego Jorku, którą później przedłużono do Londynu. Tym samym Qantas były trzecimi liniami pokonującymi Ocean Atlantycki (tuż po BOAC i Pan Am). Dodatkowo, Qantas zmodyfikowały flotę B707, montując w nich silniki turbowentylatorowe. Powstałe w ten sposób modele nazywano V-jets od łacińskiego vannus (wentylator). Kolejne dwa B707 zamówiono w 1963. Do marca 1966 we flocie Qantas znajdowało się 19 samolotów tego typu, obsługujących najważniejsze trasy linii, a pięć kolejnych zostało zamówionych.
W latach 60. liczba pasażerów gwałtownie rosła, w związku z tym Qantas zamówił większe samoloty – Boeing 707-338C. A pod koniec dziesięciolecia, w 1967 – do puli zamówień dołączył cztery maszyny typu Boeing 747-200. W tym samym roku linie zmieniły nazwę z Qantas Empire Airways na Qantas Airways, aktualną do dziś. Pierwszy Boeing 747-238B wszedł do służby we wrześniu 1971, a 3 lata później, kiedy australijskie Darwin zostało doszczętnie zniszczone przez Cyklon Tracy – ustanowił rekord świata w liczbie osób przewiezionych podczas jednego lotu. Boeing 747 ewakuował 673 osoby z zagrożonych terenów. Pod koniec dekady zarząd linii zamówił dwa DC-10, które miały obsługiwać trasę do Wellington (Nowa Zelandia), jednak zamówienie zmieniono na dwa B747SP. W marcu 1979 wycofano B707, tym samym Qantas pozostały jedynymi liniami mającymi we flocie tylko B747. Tego samego roku, jako pierwsze linie na świecie, Qantas wprowadziły klasę biznesową na pokładach swoich maszyn.
W 1985 do floty dołączył Boeing 767–200 i Boeing 747–300, którego w 1989 zastąpiono modelem -400. Dostarczenie pierwszego 747-400 było momentem ustanowienia kolejnego rekordu w historii lotnictwa cywilnego. 17 sierpnia 1989 Boeing 747-400 (VH-OJA) pokonał 18 001 kilometrów bez międzylądowań, z Londynu do Sydney. Podróż pod dowództwem kapitana Davida Massy-Greene’a zajęła 20 godzin, 9 minut i 5 sekund. W 1935 ta sama trasa wymagała 5 różnych samolotów, trzech linii lotniczych, 42 międzylądowań celem zatankowania, dwóch linii kolejowych i 14 dni spędzonych w podróży. Nie był to jednak typowy lot pasażerski. Na pokładzie Boeinga znajdowało się 18 osób, włączając w to załogę samolotu oraz ładunek cargo.

### Prywatyzacja: 1992–2006

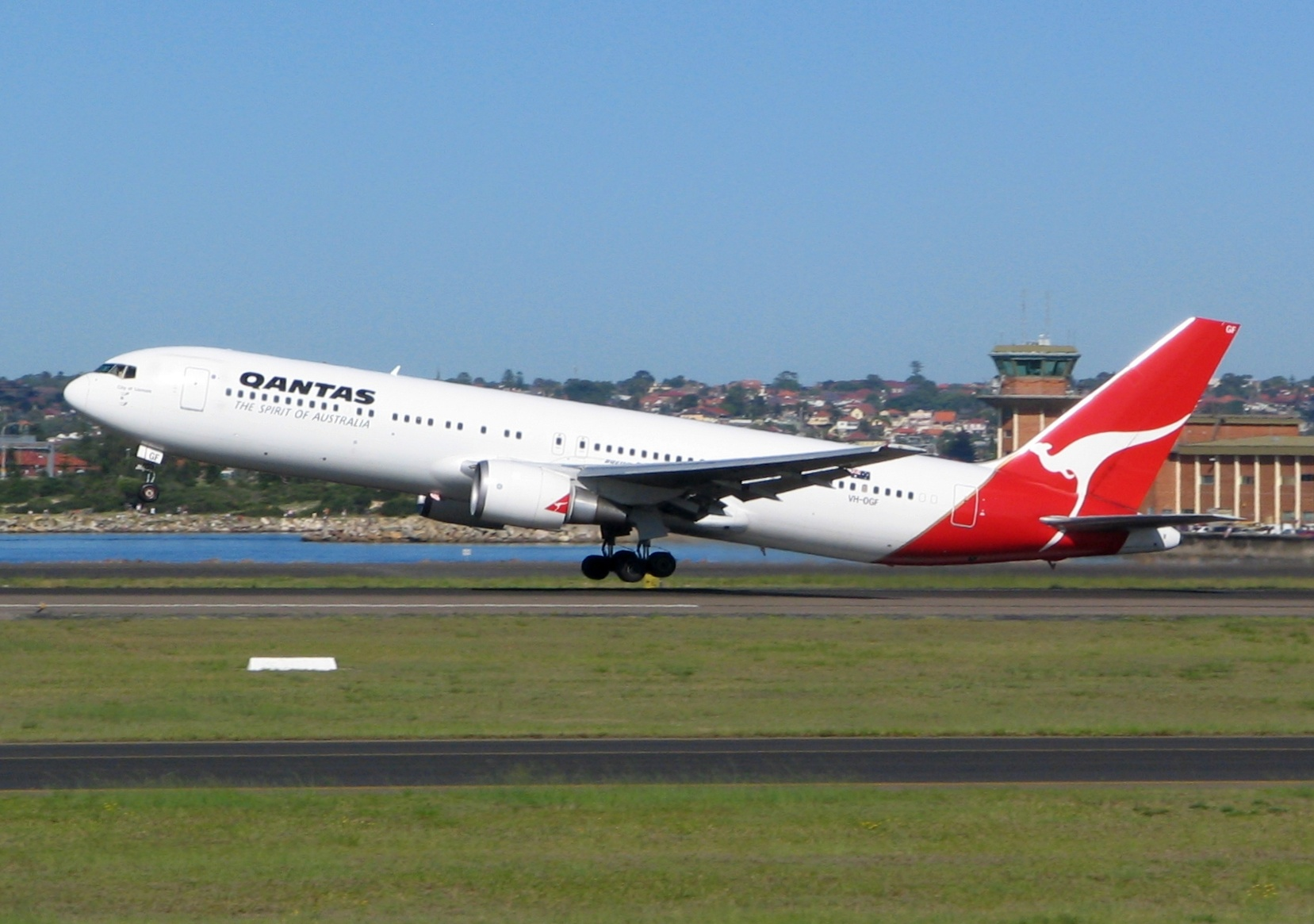
Boeing 767-300

W sierpniu 1992 rząd australijski sprzedał liniom Qantas krajowego przewoźnika Australian Airlines, dając tym samym dostęp do rynku australijskiego pierwszy raz w historii. Transakcja przyniosła Qantasowi maszyny Boeing 737 i Airbus A300. Prywatyzacja Qantasa nastąpiła w marcu 1993, British Airways wykupiło 25% udziałów za 665 milionów dolarów australijskich. W wyniku opóźnień dopiero w 1995 wykupiono resztę udziałów, za które rząd australijski otrzymał 1,45 miliarda dolarów. Zagraniczni akcjonariusze pozyskali 20% udziałów, co daje razem 45% obcego kapitału. Zgodnie z prawem australijskim 51% akcji musi pozostać w rękach Australijczyków, co jest stale monitorowane.
W 1998 zarząd Qantas wraz z American Airlines, British Airways, Canadian Airlines i Cathay Pacific stworzył sojusz Oneworld. Działalność sojuszu rozpoczęła się w lutym 1999 i jeszcze tego samego roku dołączyły hiszpańskie Iberia i fińskie Finnair.
W 2000 Qantas zamówił 12 samolotów Airbus A380-800 z możliwością zamówienia kolejnych 12. Po przetestowaniu ośmiu z dwunastu opcjonalnych, Qantas zwiększył zamówienie do 20, stając się tym samym trzecimi liniami lotniczymi, które odebrały A380 (po Singapore Airlines i Emirates).
14 września 2001, po 66 latach działalności, zostały zamknięte linie Ansett Australia, będące głównym konkurentem Qantasa na rynku krajowym. Tym samym udział Qantasa w rynku wzrósł do prawie 90%, reszta należała do stosunkowo nowych Virgin Blue. W tym czasie, by sprostać rosnącemu popytowi Qantas zamówił 15 samolotów Boeing 737–800, które otrzymał zaledwie trzy miesiące później. Ten nadzwyczajnie krótki czas pomiędzy zamówieniem a dostawą był możliwy w wyniku zamachów 11 września w Stanach Zjednoczonych. American Airlines w następstwie wydarzeń zrezygnowały z zamówienia jakie złożyły na dostawy samolotów Boeing 737-800.
W tym samym czasie Virgin Blue ogłosiły zwiększenie swojej floty, częstotliwości lotów i utworzenie nowych połączeń, co poskutkowało zmniejszeniem udziału Qantasa w rynku krajowym do 60%. W odpowiedzi na to posunięcie konkurenta, Qantas utworzył niskobudżetowego przewoźnika Jetstar Airways, co pozwoliło utrzymać udział w rynku na poziomie 65%.
Kolejnym krokiem było wkroczenie Qantasa na rynek nowozelandzki. Wpierw linie wykupiły pakiet udziałów w Air New Zealand, a następnie przejęły na zasadzie franczyzy Ansett New Zealand. W 2003 podjęły próbę wykupienia większego (ale wciąż mniejszościowego) pakietu udziałów w Air New Zealand, co zakończyło się niepowodzeniem. W związku z tym, by podtrzymać swoją konkurencyjność, włączyły Jetstar na trasach do Nowej Zelandii. We wrześniu 2004 British Airways sprzedały 18,25% udziałów w spółce Qantas.
13 grudnia 2005 Qantas ogłosił złożenie zamówienia na 115 maszyn typu Boeing 787 Dreamliner (45 zamówień wiążących, 20 opcji i 50 praw zakupu). Dreamlinery zastąpią we flocie szerokokadłubowe Boeingi 767-300, a także pozwolą na zwiększenie efektywności (poprzez większą liczbę pasażerów) i ustanowienie nowych połączeń.

### Qantas obecnie: 2007-dziś

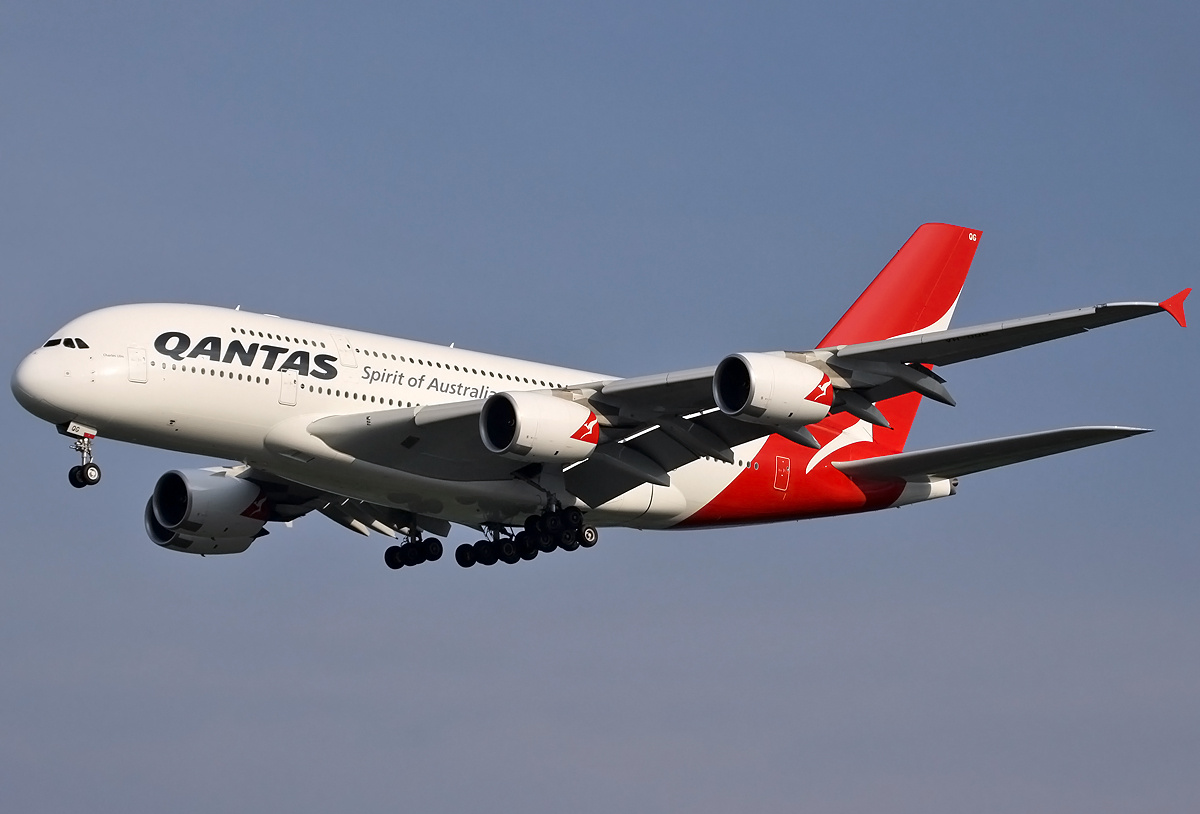
Airbus A380

Obecnie linie Qantas są pełnymi posiadaczami linii Jetstar Airways, Jetconnect (połączenia pomiędzy Australią a Nową Zelandią), QantasLink (włącznie z Sunstate Airlines i Eastern Australia Airlines), Qantas Freight (do których należą Express Freighters Australia). Ponadto posiadają 46.05% udziałów międzynarodowych Air Pacific. Poprzez QantasLink są w posiadaniu 50% w Australian air Express i Star Track Express, pozostałe 50% w obu spółkach należą do Australia Post.
Od momentu prywatyzacji w 1993 Qantas są jednymi z najbardziej dochodowych linii na świecie.
W nadchodzących latach Qantas planuje wycofać samoloty typu Boeing 747, które w latach 80. stanowiły całą flotę linii. Ostatnie trzy B747-300 zostały wycofane w 2008 roku, a seria 747-400 do 2013 roku ma zostać zastąpiona przez Airbusy A380. Zarząd rozważa również Airbusy A350 lub Boeingi 777-300ER jako dodatek do floty A380. Również B787 Dreamlinery mają przejąć część połączeń. Również w 2008 roku pierwszy Airbus A380 Qantasa został odebrany podczas ceremonii 19 września. 21 września samolot dotarł do Sydney. Kapitanem tego lotu był Peter Probert, pilot Qantasa, którego ojciec dostarczył do Australii pierwszego Boeinga 747 w 1971 roku. Maszyna weszła do służby na trasie Melbourne-Los Angeles 20 października 2008, a następnie z Sydney do Los Angeles. Drugi A380 dostarczony w grudniu 2008 zwiększył częstotliwość lotów na tych samych trasach.
29 października 2011 roku CEO Alan Joyce ogłosił bezterminowe zawieszenie wszystkich lotów krajowych i międzynarodowych linii Qantas w związku ze strajkiem pilotów i personelu naziemnego. Działalność zostanie wznowiona dopiero po osiągnięciu porozumienia między zarządem linii a związkami zawodowymi. Według szacunków Alana Joyce’a wstrzymanie lotów będzie kosztowało linie Qantas 21 milionów dolarów dziennie. Odwołano ponad 600 lotów, a zmiany dotknęły około 70 tysięcy pasażerów, w tym 17 szefów rządów brytyjskiej Wspólnoty Narodów uczestniczących w szczycie Commonwealthu w Perth. Australijski minister infrastruktury i transportu Anthony Albanese poinformował, iż sprawa została skierowana do sądu pracy.
31 października 2011 linie Qantas wznowiły loty po prawie dwóch dniach przerwy. O godzinie 15:41 lokalnego czasu lot 41 z Sydney do Dżakarty wzbił się w powietrze. Komisja arbitrażowa wyznaczyła zarządowi linii i związkowcom termin 21 dni na negocjacje, jeśli w tym czasie nie rozwiążą sporu narzuci swój werdykt.
25 marca 2017, należący do australijskiego przewoźnika Boeing 787-9, numer lotu QF10, wystartował z portu lotniczego Londyn-Heathrow o godzinie 13:30 czasu lokalnego i po pokonaniu 14 498 km, spędzeniu w powietrzu 17 godzin, następnego dnia wylądował w Perth o godzinie 13:15 czasu lokalnego. Lot w drugą stronę, QF9, wystartował z Perth o 18:50 lokalnego czasu aby wylądować w Londynie o 05:10 nad ranem następnego dnia. Był to pierwszy pasażerski, regularny lot bezpośrednio z Australii do Wielkiej Brytanii bez międzylądowań.
2 maja 2018 przewoźnik postanowił zamówić sześć nowych Boeing 787-9, które zastąpią z eksploatacji Boeing 747-400. Nowe samoloty zostały dostarczone do końca 2020. Będą posiadały taką samą konfigurację jak obecnie użytkowane maszyny tego typu, skoncentrowane na siedzeniach klasy biznes oraz premium economy mieszcząc łącznie 236 pasażerów. Również w związku w unowocześnieniem swojej floty linia w 2019 otworzyła akademię pilotażową, która pomaga w szkoleniu pilotów do obsługi nowych samolotów.
W 2023 przewoźnik dokonał zamówienia 24 maszyn Airbus A350 oraz 12 Boeingów 787. Dostawa wszystkich ma się zakończyć do końca 2027 i systematycznie mają zastępować modele A330 oraz B737.

## Flota
Według stanu na lipiec 2025 flota Qantas składała się z 126 samolotów o średnim wieku 16,1 lat:
| Samolot                 | Samolot | Samolot   | Liczba miejsc | Liczba miejsc | Liczba miejsc | Liczba miejsc | Liczba miejsc | Uwagi                          |
| Model                   | Aktywne | Zamówione | F             | B             | P             | E             | Łącznie       | Uwagi                          |
| ----------------------- | ------- | --------- | ------------- | ------------- | ------------- | ------------- | ------------- | ------------------------------ |
| Airbus A321XLR          | 1       | 27        | –             | 20            | –             | 180           | 200           | W trakcie dostarczania od 2025 |
| Airbus A330-200         | 8       | –         | –             | 27            | –             | 224           | 251           | Planowane wycofanie po 2027    |
| Airbus A330-200         | 8       | –         | –             | 28            | –             | 243           | 271           | Planowane wycofanie po 2027    |
| Airbus A330-300         | 10      | 1         | –             | 28            | –             | 269           | 297           | Planowane wycofanie po 2027    |
| Airbus A350-1000        | –       | 24        | 6             | 52            | 40            | 140           | 238           | Planowane dostarczenie od 2028 |
| Airbus A380-800         | 10      | –         | 14            | 70            | 60            | 341           | 485           |                                |
| Boeing 737-800          | 75      | –         | –             | 12            | –             | 162           | 174           | Planowane wycofanie po 2025    |
| Boeing 787-9 Dreamliner | 14      | 4         | –             | 42            | 28            | 166           | 236           | Planowane dostarczenie od 2027 |
| Boeing 787-10           | –       | 8         |               |               |               |               |               | Planowane dostarczenie od 2027 |
| Łącznie                 | 126     | 64        |               |               |               |               |               |                                |

## Powiązania
Qantas Group, której główną linią lotniczą jest Qantas w 2025 zarządzała łącznie flotą 371 samolotów. W skład grupy w tym czasie wchodziły  następujące linie lotnicze:
- Easetrn Australia Airlines – regionalna linia lotnicza założona w 1986, w skład floty wchodzą 3 samoloty
- Express Freighters – linia lotnicza cargo założona w 2020, w skład floty wchodzi 8 samolotów
- Jetstar Group
  -  Jetstar Airways – tania linia lotnicza założona w 2003, w skład floty wchodzi 90 samolotów
  -  Jetstar Asia – tania singapurska linia lotnicza założona w 2004, w skład floty wchodzi 13 samolotów
  -  Jetstar Japan – tania japońska linia lotnicza założona w 2004, w skład floty wchodzą 22 samoloty

- National Jet Systems – regionalna linia lotnicza założona w 1990, w skład floty wchodzi 7 samolotów
- Network Aviation – regionalna linia lotnicza założona w 1998, w skład floty wchodzi 37 samolotów
- Qantas – narodowa linia lotnicza założona w 1920, w skład floty wchodzi 126 samolotów
- Qantas Freight – linia lotnicza cargo założona w 2001, w skład floty wchodzi 13 samolotów
- QantasLink – regionalna linia lotnicza założona w 2001, w skład floty wchodzi 107 samolotów
- Sunstate Airlines – regionalna linia lotnicza założona w 1981, w skład floty wchodzi 36 samolotów

## Porty docelowe
Według stanu na lipiec 2025 Qantas obsługiwał 66 krajowych i 36 międzynarodowych portów lotniczych w 26 krajach Afryki, Ameryki Północnej i Południowej, Europy, Azji i Oceanii.

## Linie partnerskie
Poza Oneworld Qantas zawarł porozumienia codeshare z następującymi liniami:

- Aircalin
- Air France (SkyTeam)
- Air Malta
- Air Niugini
- Airnorth
- Air Pacific
- Air Tahiti Nui
- Air Vanuatu
- Alaska Airlines
- Asiana Airlines (Star Alliance)
- Emirates
- EVA Air (Star Alliance)
- El Al
- China Eastern Airlines (SkyTeam)
- Garuda Indonesia (SkyTeam)
- Gulf Air
- Jet Airways
- Kenya Airways (SkyTeam)
- Polynesian Airlines
- South African Airways (Star Alliance)
- Vietnam Airlines (SkyTeam)
- Polskie Linie Lotnicze LOT (Star Alliance)

## Wypadki i incydenty
Od wybuchu II wojny światowej miały miejsca następujące wypadki i incydenty:
- 7 kwietnia 1940 czterosilnikowy Avro Lancastrian (VH-EAS) został strawiony przez pożar podczas lądowania na lotnisku w Dubbo (Australia). Był to lot treningowy, podczas którego załoga ćwiczyła starty i lądowania. Pilot wykonał przyziemienie bez wysuniętych klap, co uniemożliwiło zatrzymanie na pasie startowym. Załoga wykonała skręt na ziemi, w wyniku czego lewe skrzydło dotknęło podłoża, a następnie złamało się co spowodowało zapłon paliwa. Na pokładzie znajdowało się osiem osób, nikomu nic się nie stało[47].
- 16 lipca 1951 de Havilland DHA-3(inne języki) (VH-EBQ) spadł do morza w wyniku awarii śmigła u wybrzeży Papui-Nowej Gwinei. Zginęło 7 osób, wszyscy znajdujący się na pokładzie[48].
- 24 sierpnia 1960 podczas startu z lotniska na Mauritiusie w samolocie Super Constellation (VH-EAC) doszło do utraty mocy w trzecim silniku tuż przed osiągnięciem prędkości startowej. Kapitan przerwał procedurę startu i włączył wszystkie dostępne hamulce. Maszyna rozbiła się za pasem startowym, po czym doszło do pożaru. W momencie zdarzenia na pokładzie znajdowało się 50 osób, wszyscy przeżyli[49].
- 23 września 1999 Boeing 747-400 (VH-OJH) wykonujący lot 1 nie zdołał zatrzymać się na pasie startowym podczas lądowania przy silnej burzy w Bangkoku. Nikt nie zginął, na pokładzie znajdowało się 410 osób[50][51].
- 25 lipca 2008 w samolocie Boeing 747–400 podczas lotu z Hongkongu do Melbourne (lot 30) doszło do nagłej dekompresji kabiny w wyniku wybuchu zbiornika z tlenem. Załoga lądowała awaryjnie na lotnisku w Manili. Spośród 365 osób – nikt nie został ranny[52].
- 7 października 2008 Airbus A330-300 (VH-QPA) leciał z Singapuru do Perth jako lot 72, kiedy na wysokości 11 000 metrów nad ziemią doszło do niekontrolowanych manewrów, polegających na nagłym opuszczeniu nosa samolotu przez system i szybkiej utracie wysokości. Sytuacja powtórzyła się dwukrotnie. Za pierwszym razem wyrównanie lotu zajęło załodze 20 sekund, przy drugim manewrze – 16 sekund. Piloci nadali komunikat Pan-pan, po czym wykonali awaryjne lądowanie w Learmonth 40 minut po starcie z Singapuru. Spośród 313 osób na pokładzie, wiele zostało rannych, w tym 14 poważnie (m.in. złamania kości)[53].
- 31 sierpnia 2010 Boeing 747-400 lecący z San Francisco do Sydney lądował awaryjnie 45 minut po starcie z powodu wybuchu silnika. Na pokładzie znajdowało 230 osób (212 pasażerów i 18 członków załogi), nikt nie został ranny[54].
- 4 listopada 2010 Airbus A380 (VH-OQA) lecący z Singapuru do Sydney lądował awaryjnie, kiedy krótko po starcie doszło do awarii jednego z silników. Na pokładzie znajdowało się 469 osób – 440 pasażerów i 29 członków załogi, nikomu nic się nie stało. Linie Qantas zawiesiły loty wszystkich Airbusów A380 na okres trzech tygodni. Po sprawdzeniu silników we wszystkich sześciu A380 znajdujących się we flocie – zakwalifikowano do wymiany trzy z nich, z powodu wycieku oleju[55][56].
- 4 listopada 2011 dokładnie rok po awaryjnym lądowaniu Airbusa A380 doszło do kolejnego incydentu z udziałem tej maszyny. A380 (VH-OQC) lecący z Singapuru do Londynu lądował awaryjnie w Dubaju, kiedy piloci zauważyli problemy z poziomem oleju w jednym z silników. Na pokładzie znajdowało się 258 pasażerów i 25 członków załogi[57].